# Víctor Ugarte
Víctor Agustín Ugarte (Tupiza, 5 mei 1926 – La Paz, 20 maart 1995) was een Boliviaans voetballer.
Ugarte speelde gedurende zestien jaar voor het Boliviaans voetbalelftal waarmee hij de Copa América 1963 won. In de finale van dit bekertoernooi, tegen het 'grote' Brazilië, scoorde hij twee keer. Hij is een van de meest scorende spelers van het Boliviaans voetbalelftal ooit.
In de Boliviaanse stad Potosí is een stadion naar hem vernoemd, het Estadio Víctor Agustín Ugarte. Ugarte overleed op 68-jarige leeftijd.